# Ixodes filippovae
Ixodes filippovae este o specie de căpușe din genul Ixodes, familia Ixodidae, descrisă de Cerny în anul 1961. Conform Catalogue of Life specia Ixodes filippovae nu are subspecii cunoscute.